# 誰かが私を見つめている
『誰かが私を見つめている』（だれかがわたしをみつめている、原題：Someone to Watch Over Me）は、2011年11月1日発売のスーザン・ボイルのサード・アルバム。日本では同年11月2日に発売された。

## 概要
アメリカ、イギリスのほか世界中で大ヒットした「上を向いて歩こう」も収録されたスーザン・ボイルの3枚目のアルバム。また、オリジナル楽曲も2曲に収録した。
アルバムのタイトル曲「誰かが私を見つめている」では、映画『ゴースト/ニューヨークの幻』主題歌として大ヒットした「アンチェインド・メロディ」（ライチャス・ブラザーズ）。

### CDタイプ
- CD+DVD（初回生産限定盤）･･･3500円（SICP-3297〜98）
  - CD1枚組 + 特典DVD
- 通常盤･･･2800円（SICP-3299）
  - CD1枚組

## 収録曲

### CD
1. ユー・ハフ・トゥ・ビー・ゼア [3:55]
2. アンチェインド・メロディ [3:48]
3. エンジョイ・ザ・サイレンス [4:13]
4. 青春の光と影 [3:30]
5. ライラック・ワイン [3:16]
6. 狂気の世界 [4:03]
7. オータム [2:56]
8. ディス・ウィル・ビー・ザ・イヤー [3:55]
9. リターン [2:58]
10. 誰かが私を見つめている [1:18]
11. 上を向いて歩こう/THE FIRST STAR [4:03]
  - （日本盤ボーナス・トラック）
12. 第三の男のテーマ [1:22]
  - （日本盤ボーナス・トラック）

### DVD（初回盤のみ）
1. ユー・ハフ・トゥ・ビー・ゼア
2. アンチェインド・メロディ
3. オータム
4. パーフェクト・デイ